# Kaikoura (plaats)
Kaikoura is een plaats aan de oostkust van het Zuidereiland van Nieuw-Zeeland. De plaats ligt aan Highway 1 circa 180 kilometer ten noorden van Christchurch. De plaats is vooral bekend vanwege zijn mogelijkheden om walvissen en dolfijnen te spotten.
Op ongeveer 10 kilometer uit de kust van Kaikoura ligt de Kaikoura Canyon.